# Hyperphrona submaculata
Hyperphrona submaculata är en insektsart som beskrevs av Brunner von Wattenwyl 1878. Hyperphrona submaculata ingår i släktet Hyperphrona och familjen vårtbitare. Inga underarter finns listade i Catalogue of Life.